# Dicyema banyulensis
Dicyema banyulensis är en djurart som tillhör fylumet rhombozoer, och som beskrevs av Furuya och Eric Hochberg 1999. Dicyema banyulensis ingår i släktet Dicyema och familjen Dicyemidae. Inga underarter finns listade i Catalogue of Life.